# Liste der Synagogen in Italien
Die Liste von Synagogen in Italien enthält aktiven Synagogen in Italien, die für den Gottesdienst benutzt werden. Außerdem sind ehemalige Synagogen aufgenommen, von denen das Gebäude erhalten ist oder die archäologisch ergraben wurden.
In der Liste sind neben der Ort und der Region, in der der sich die Synagoge befindet, das ungefähre Baudatum und der aktuelle Zustand angegeben. UCIE bedeutet, dass die Synagoge einer eigenständigen Gemeinde dient, die dem Dachverband Unione delle Comunità Ebraiche Italiane (UCIE, Union der italienischen Jüdischen Gemeinden), angehört.
Bei dem Baujahr ist das Jahr der Fertigstellung angegeben. Kursive Zahlen geben ungefähre Werte an.
| Synagoge                      | Ort                | Region                  | Baujahr                                       | Bild              | Zustand                                                                                                  | Bemerkung                                            |
| ----------------------------- | ------------------ | ----------------------- | --------------------------------------------- | ----------------- | --- | ---------------------------------------------------- |
| Scolagrande                   | Trani              | Apulien                 | 1247                                          |                   | Im 16. Jahrhundert in die Kirche Sant'Anna umgewandelt, heute Nutzung als Museum                         |                                                      |
| Scolanova                     | Trani              | Apulien                 |                                               |                   | Im 13. Jahrhundert in die Kirche Santa Maria in Scolanova umgewandelt, seit 20057 wieder aktive Synagoge |                                                      |
| Synagoge (Bologna)            | Bologna            | Emilia-Romagna          | 1928                                          |                   | In Benutzung, UCEI                                                                                       |                                                      |
| Synagoge (Carpi)              | Carpi              | Emilia-Romagna          | 1722/1861                                     |                   | seit 1907 nicht mehr benutzt, heute Kulturzentrum                                                        |                                                      |
| Synagoge (Ferrara)            | Ferrara            | Emilia-Romagna          |                                               |                   | In Benutzung, UCEI                                                                                       |                                                      |
| Synagoge (Modena)             | Modena             | Emilia-Romagna          |                                               |                   | UCEI |                                                      |
| Synagoge (Parma)              | Parma              | Emilia-Romagna          |                                               |                   | UCEI |                                                      |
| Synagoge (Reggio nell’Emilia) | Reggio nell’Emilia | Emilia-Romagna          | 1856                                          |                   | Gebäude erhalten, nach Beschädigung im 2. Weltkrieg                                                      |                                                      |
| Synagoge (Soragna)            | Soragna            | Emilia-Romagna          | 1850 Ausstattung aus der Mitte des 19. Jahrh. |                   | heute Teil eines Museums                                                                                 |                                                      |
| Synagoge (Gorizia)            | Gorizia            | Friaul-Julisch Venetien | 1756                                          |                   | |                                                      |
| Synagoge (Triest)             | Triest             | Friaul-Julisch Venetien |                                               |                   | UCEI |                                                      |
| Synagoge (Bova Maria)         | Bova Marina        | Kalabrien               | 4. Jahrhundert                                |                   | Archäologische Stätte                                                                                    |                                                      |
| Synagoge (Neapel)             | Neapel             | Kampanien               |                                               |                   | UCEI |                                                      |
| Synagoge von Ostia            | Ostia Antica, Rom  | Latium                  | 300 Antike                                    |                   | Archäologische Stätte                                                                                    |                                                      |
| Große Synagoge von Rom        | Rom                | Latium                  | 1904 Baubeginn 1901                           |                   | In Benutzung, UCEI                                                                                       |                                                      |
| Oratorio de Castro            | Rom                | Latium                  |                                               | 1914              | In Benutzung                                                                                             |                                                      |
| Synagoge (Sermoneta)          | Sermoneta          | Latium                  | 1500 Ende des 15. oder Anfang 16.Jahrhunderts |                   | Seit der Vertreibung der Juden 1569 aus Sermoneta nicht mehr genutzt. Heute Wohnungen.                   |                                                      |
| Synagoge (Genua)              | Genua              | Ligurien                | 1935                                          |                   | In Benutzung, UCEI                                                                                       |                                                      |
| Synagoge (Mailand)            | Mailand            | Lombardei               | 1892                                          |                   | UCEI |                                                      |
| Norsa-Torrazzo-Synagoge       | Mantua             | Lombardei               |                                               |                   | UCEI |                                                      |
| Synagoge (Sabbioneta)         | Sabbioneta         | Lombardei               |                                               |                   | |                                                      |
| Synagoge (Asti)               | Asti               | Piemont                 | 1889                                          |                   | gelegentlich in Benutzung                                                                                |                                                      |
| Synagoge (Carmagnola)         | Carmagnola         | Piemont                 | 1725                                          |                   | Ausstattung erhalten                                                                                     |                                                      |
| Synagoge (Casale Monferrato)  | Casale Monferrato  | Piemont                 | 1595                                          |                   | In Benutzung, UCEI                                                                                       |                                                      |
| Synagoge (Cherasco)           | Cherasco           | Piemont                 | 1730                                          | Synagoge Cherasco | Ausstattung erhalten                                                                                     |                                                      |
| Synagoge (Cuneo)              | Cuneo              | Piemont                 | 1611                                          |                   | Ausstattung erhalten                                                                                     |                                                      |
| Synagoge (Moncalvo)           | Moncalvo           | Piemont                 | 1732                                          |                   | Ausstattung in Israel                                                                                    |                                                      |
| Synagoge (Mondovì)            | Mondovì            | Piemont                 | 1770 zweiten Hälfte des 18. Jahrhunderts      |                   | Ausstattung erhalten                                                                                     |                                                      |
| Synagoge (Saluzzo)            | Saluzzo            | Piemont                 | 1750 18. Jahrhundert                          |                   | Ausstattung erhalten, nicht genutzt                                                                      |                                                      |
| Mole Antonelliana             | Turin              | Piemont                 |                                               |                   | Nie als Synagoge genutzt                                                                                 |                                                      |
| Synagoge (Turin)              | Turin              | Piemont                 |                                               |                   | In Benutzung, UCEI                                                                                       |                                                      |
| Synagoge (Vercelli)           | Vercelli           | Piemont                 | 1878                                          |                   | In Benutzung, UCEI                                                                                       |                                                      |
| Synagogen (Ancona)            | Ancona             | Marken                  | 1876                                          |                   | In Benutzung, UCEI                                                                                       | Im Untergeschoss befindet sich eine weitere Sinagoge |
| Große Synagoge von Florenz    | Florenz            | Toskana                 | 1882 Baubeginn 1874                           |                   | In Benutzung, UCEI                                                                                       |                                                      |
| Alte Synagoge (Livorno)       | Livorno            | Toskana                 | 1603                                          |                   | im 2. Weltkrieg zerstört                                                                                 |                                                      |
| Neue Synagoge (Livorno)       | Livorno            | Toskana                 | 1962                                          |                   | in Benutzung, UCEI Neubau an gleichem Ort                                                                |                                                      |
| Synagoge (Monte San Savino)   | Monte San Savino   | Toskana                 | 1650 17. Jahrhundert                          |                   | Gebäude erhalten                                                                                         |                                                      |
| Synagoge (Pisa)               | Pisa               | Toskana                 |                                               |                   | UCEI |                                                      |
| Synagoge (Pitigliano)         | Pitigliano         | Toskana                 |                                               |                   | |                                                      |
| Synagoge (Sorano)             | Sorano             | Toskana                 |                                               |                   | |                                                      |
| Synagoge (Siena)              | Siena              | Toskana                 |                                               |                   | |                                                      |
|                               | Viareggio          | Toskana                 | 1955                                          |                   | In Benutzung                                                                                             |                                                      |
| Synagoge (Meran)              | Meran              | Trentino-Südtirol       | 1901                                          |                   | UCEI |                                                      |
| Synagoge (Padua)              | Padua              | Venetien                |                                               |                   | UCEI |                                                      |
| Scuola Canton                 | Venedig            | Venetien                | 1531                                          |                   | |                                                      |
| Scuola Grande Tedesca         | Venedig            | Venetien                | 1528                                          |                   | UCEI |                                                      |
| Scola Italiana                | Venedig            | Venetien                | 1575                                          |                   | |                                                      |
| Scola Levantina               | Venedig            | Venetien                | 1550 Mitte des 16. Jahrhunderts               |                   | |                                                      |
| Scola Ponentina               | Venedig            | Venetien                | 1581                                          |                   | |                                                      |
| Synagoge (Verona)             | Verona             | Venetien                | 1864                                          |                   | UCEI |                                                      |

- Karte mit allen verlinkten Seiten:
- OSM |
- WikiMap